# Championnat de France féminin de handball 1999-2000
Navigation
Saison 1998-1999 Saison 2000-2001
Le championnat de France féminin de handball 1999-2000 est la quarante-neuvième édition de cette compétition. Le championnat de Division 1 est le plus haut niveau du championnat de France de ce sport. Dix clubs participent à la compétition. 
À la fin de la saison, l'ASPTT Metz conserve son titre de champion de France. Metz remporte le neuvième championnat de son histoire en devançant l'ES Besançon.

## Clubs participants et modalités
Les dix clubs participants à l'édition 1999-2000 sont les suivants :
- ES Besançon
- AS Bondy
- Cercle Dijon Bourgogne
- Stade français Issy-les-Moulineaux
- Mérignac SA (promu)
- ASPTT Metz (tenant du titre)
- US Mios
- HBC Nîmes
- Toulon VHB (promu)
- Toulouse FHB (promu)

Du fait des Jeux olympiques de Sydney en fin de saison, la coupe de France n'est pas disputée. En championnat, les deux premiers à l'issue de la phase régulière se disputeront le titre au meilleur des cinq matchs. Les clubs classés troisième, quatrième, cinquième et sixième, assurés du maintien, jouent pour leur part la poule haute en conservant les points obtenus entre les clubs concernés. A l'issue des ce mini-championnat, le premier est qualifié pour la Coupe de l'EHF (C3) et le deuxième pour la Coupe Challenge (C4).
Enfin, les équipes septième, huitième, neuvième et dixième de la première phase jouent la poule basse selon le même principe que la poule haute. Seul le dernier est relégué en Division 2.

## Phase finale

### Finale
Elle oppose l'ASPTT Metz et l'ES Besançon au meilleur des cinq matchs.

## Effectif du champion de France
L'effectif de l'ASPTT Metz, champion de France, était :
Gardiennes de but
- Valérie Bonoris
- Lenka Černá
- Émilie Gras
- Émyline Lopez

Joueuses de champ
- Florence Bègue
- Klaudija Bubalo
- Véronique Démonière
- Rachida Drii Hadj
- Nathalie Griebelbauer
- Marina Grubin
- Delphine Guehl[4]
- Leila Lejeune
- Stéphanie Ludwig
- Nodjialem Myaro
- Mélanie Sandt
- Nathalie Selambarom
- Nelly Staub
- Anamaria Stecz-Grozav
- Melinda Szabo
- Maakan Tounkara
- Isabelle Wendling
- Estelle Vogein

Entraîneur
- Bertrand François

## Bilan
Le classement final serait[réf. à confirmer], :
| Rang | Club                      | Commentaire                                                |
| ---- | ------------------------- | ---------------------------------------------------------- |
| 1er  | ASPTT Metz                | Champion de France et qualifié en Ligue des champions (C1) |
| 2e   | ES Besançon               | Qualifié en Coupe des coupes (C2)                          |
| 3e   | SA Mérignacais            | Promu en début de saison, qualifié en Coupe de l'EHF (C3)  |
| 4e   | HBC Nîmes                 | Qualifié en Coupe Challenge (C4)                           |
| 5e   | Cercle Dijon Bourgogne    | -                                                          |
| 6e   | AS Bondy                  | -                                                          |
| 7e   | US Mios                   | -                                                          |
| 8e   | Toulon Var Handball       | Promu en début de saison                                   |
| 9e   | Toulouse Féminin Handball | Promu en début de saison                                   |
| 10e  | Issy-les-Moulineaux HBF   | Relégué en Division 2                                      |

## Statistiques
Classement des meilleures marqueuses